# 遠藤安彦
遠藤 安彦（えんどう やすひこ、1940年12月6日 - ）は、日本の官僚。元自治事務次官。地域創造元会長。

## 来歴
1959年、静岡県立静岡高等学校卒業。東京大学法学部卒業。
大分県総務部次長、同県商工労働部長、同県総務部長、財政局交付税課長、財政局地方債課長、財政局財政課長、大臣官房審議官（税務担当）、大臣官房総務審議官、大臣官房長、財政局長などを務める。
1996年9月、自治事務次官。1998年2月、地域創造理事長。財団法人日本宝くじ協会理事長、(株)日本宝くじシステム代表取締役、財団法人地方財務協会理事長、2002年FIFAワールドカップ日本組織委員会事務総長を務めた。2016年、日本AED財団理事。